# Sex Tape
Sex Tape ist eine US-amerikanische Filmkomödie aus dem Jahr 2014. Nach Bad Teacher spielen Jason Segel und Cameron Diaz erneut ein Liebespaar in einem Film von Jake Kasdan. Der Film startete am 11. September 2014 in den deutschen Kinos.

## Handlung

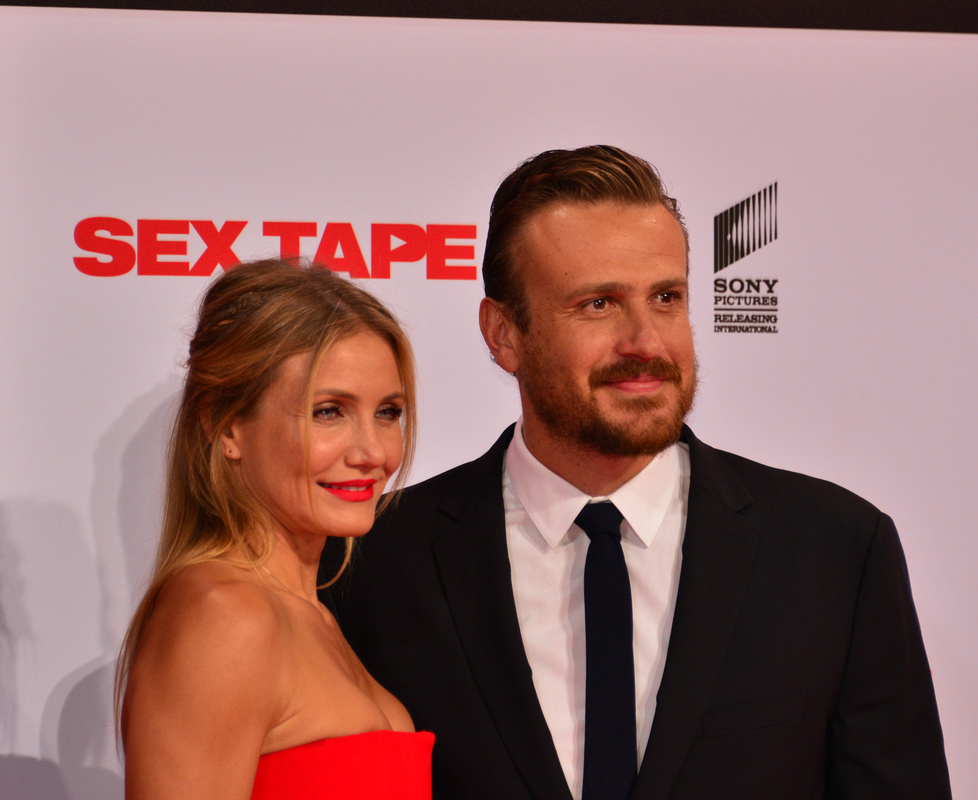
Cameron Diaz und Jason Segel während der Filmpremiere von Sex Tape in Berlin (2014)

Seitdem Jay und Annie verheiratet sind und Kinder haben, läuft ihr Sexualleben auf Sparflamme. Als sie endlich einen Abend für sich haben, wollen sie das Ganze wieder in Schwung bringen und filmen sich bei einem dreistündigen Sex-Marathon. Jay belässt das Video auf seinem iPad, so dass es versehentlich in die Cloud hochgeladen wird, auf die auch Freunde, Familienmitglieder und der Postbote Zugriff haben. Dies erfährt Jay am nächsten Tag durch eine Nachricht eines unbekannten Senders, in der sich jemand für das geteilte Video bedankt. Nachdem auch Annie davon erfährt, suchen sie die Tablets der anderen, um das Video überall zu löschen.
Nachdem die Tablets der Mutter, des Sohnes und der Freunde Robbie und Tess bearbeitet wurden, fahren Jay und Annie zu Annies neuem Chef Rosenbaum, der ebenfalls Zugriff auf die Cloud hat. Während Jay dessen Pad sucht, lenkt Annie Rosenbaum ab, wobei er sie zum Koksen überredet. Nach einigen Turbulenzen kann auch dieses Pad gesichert werden. Das Tablet des Postboten kann Jay per Fern-Reset sichern.
Jay erfährt, dass Howard, der Sohn von Robbie und Tess, eine Kopie des Videos besitzt, und Jay nun auf 25.000 Dollar erpresst. Howard hat das Video bereits auf Youporn hochgeladen. Jay und Annie fahren mit ihren Kindern mitten in der Nacht in die Youporn-Zentrale und wollen die Server manipulieren. Dabei werden sie vom Geschäftsführer überrascht. Der erklärt sich bereit, das Video vom Server zu löschen, da genügend andere Videos verfügbar sind.
Am nächsten Tag soll auf einer Schulveranstaltung ein Video gezeigt werden, das Jays Sohn zum Jahresabschluss auf seinem Laptop vorbereitet hat. Jay hat das Sex-Tape allerdings von dort noch nicht gelöscht, und der Sohn ist nicht sicher, welches das richtige Video ist. So sieht sich Jay gezwungen, von den oberen Zuschauerrängen auf den Techniktisch zu springen, um zu verhindern, dass versehentlich das falsche Video gezeigt wird. Am Ende schauen sich Annie und Jay noch die letzte existierende Kopie ihres Videos an und zerstören diese anschließend, um weitere Peinlichkeiten zu vermeiden.

## Synchronisation
Die deutsche Synchronisation entstand nach einem Dialogbuch von Elisabeth von Molo unter ihrer Dialogregie im Auftrag der Berliner Synchron AG Wenzel Lüdecke.
| Darsteller              | Rolle                 | Deutscher Sprecher |
| ----------------------- | --------------------- | ------------------ |
| Cameron Diaz            | Annie                 | Katrin Fröhlich    |
| Jason Segel             | Jay                   | Dennis Schmidt-Foß |
| Rob Corddry             | Robbie                | Marcus Off         |
| Ellie Kemper            | Tess                  | Marie Bierstedt    |
| Rob Lowe                | Hank Rosebaum         | Dietmar Wunder     |
| Nat Faxon               | Max                   | Markus Pfeiffer    |
| Nancy Lenehan           | Linda                 | Karin Buchholz     |
| Randall Park            | Edward                | Nic Romm           |
| Jack Black              | YouPorn-Besitzer      | Tobias Meister     |
| Melvin Brown            | Bodyguard             | Michael Iwannek    |
| Jolene Blalock          | Cataline              | Nana Spier         |
| Sebastian Hedges Thomas | Clive                 | Arne Kapfer        |
| Osmani Rodriguez        | Direktor Rodriguez    | Hans Hohlbein      |
| Harrison Holzer         | Howard                | Vincent Borko      |
| Giselle Eisenberg       | Nell                  | Paula Ohlhauser    |
| Joe Stapleton           | Piper Bros. Executive | Peter Reinhardt    |
| Kumail Nanjiani         | Punit                 | Imtiaz Haque       |
| Melissa Paulo           | Rosie                 | Nadine Zaddam      |
| Timothy Brennen         | Walt                  | Erich Räuker       |
| Susan Bennett           | Siri                  | Heike Hagen        |

## Hintergrund
Die Dreharbeiten zu Sex Tape begannen am 12. September 2013 in Newton, Massachusetts.
Um Drehberechtigungen an gewünschten Orten zu bekommen, bekam das Filmprojekt den faden Titel „Basic Math“, da sich eine Drehortsuche unter dem Titel „Sex Tape“ als schwierig erwiesen hätte.

## Rezeption
Sex Tape erreicht bei Metacritic ein Score von 36/100 Punkten, basierend auf 36 Bewertungen. Bei Rotten Tomatoes waren nur 18 % der Kritiken positiv. Die Durchschnittsbewertung liegt bei 4,1/10, basierend auf 136 Bewertungen.
Filmdienst kritisiert, dass der Stoff „nicht als Drama oder als Verlust des sozialen Ansehens aufbereitet wird, sondern Anlass für eine lockere Komödie ist“. Dabei gefalle sich „der episodenhaft dahinplätschernde Film in läppischen Pointen und unverfänglichen Momenten ohne jeden Mut zur Bissigkeit“.

## Auszeichnungen
Der Film und seine Darsteller wurden bei der Wahl zur Goldene Himbeere 2015 in drei Kategorien nominiert, Cameron Diaz erhielt die Goldene Himbeere als Schlechteste Schauspielerin für ihre Leistungen in Sex Tape und Die Schadenfreundinnen. Die beiden übrigen Nominierungen entfielen auf die Kategorien Schlechtestes Leinwandpaar (Diaz und Segel) und Schlechtestes Drehbuch.

## Trivia
Im Film gibt es mehrere Anspielungen auf verschiedene Disney-Figuren; so sind Malereien von Schneewittchen, Der König der Löwen und Pinocchio zu sehen, außerdem wird Arielle genannt und „Hakuna Matata“ erwähnt.